# Guerra Luso-Leonesa (1130-1137)
A Guerra Luso-Leonesa de 1130 a 1137 foi um conflito armado, travado maioritariamente na Galiza, que opôs D. Afonso Henriques ao seu primo, o rei Afonso VII de Leão. Teve origem nas pretensões políticas de D. Afonso Henriques sobre a Galiza e terminou com o Tratado de Tui.

## Contexto
Em 1128, D. Afonso Henriques havia derrotado as hostes de D. Teresa e do seu favorito, o conde Fernão Peres de Trava na Batalha de São Mamede, passando então a governar o condado Portucalense com o apoio da nobreza portuguesa. Não reconhecia a autoridade do rei Afonso VII de Leão seu primo, de quem, teoricamente, seria vassalo. 
Um pouco à semelhança da sua mãe, pretendia expandir o seu condado para norte, à custa do soberano de Leão, recuperando Tui, Orense e outros locais, que antes haviam sido de D. Teresa e D. Henrique antes de serem confiscados por D. Afonso VII. Vislumbraria igualmente a conquista do trono da Galiza, se bem que, inicialmente, sem os fortes apoios antes prestados à sua mãe pela alta nobreza galega que, agora, se lhe opunha.

## Decorrer das hostilidades

### Primeira campanha da Galiza, 1130
Em 1130 D. Afonso Henriques aproveitou a ocasião de estar D. Afonso VII ocupado a combater em Navarra para levar a cabo um ataque à Galiza. Não podendo o rei de Leão acorrer ao local em pessoa com as suas tropas devido a revoltas em Castela, mandou os nobres galegos organizar a defesa das suas terras, porém a falta de empenho por parte do senhores da região e a doença, real ou fingida, do arcebispo de Compostela Diego Gelmires permitiram ao príncipe português regressar a Portugal incólume.

### Trégua e rebelião de Bermudo Peres de Trava, 1131

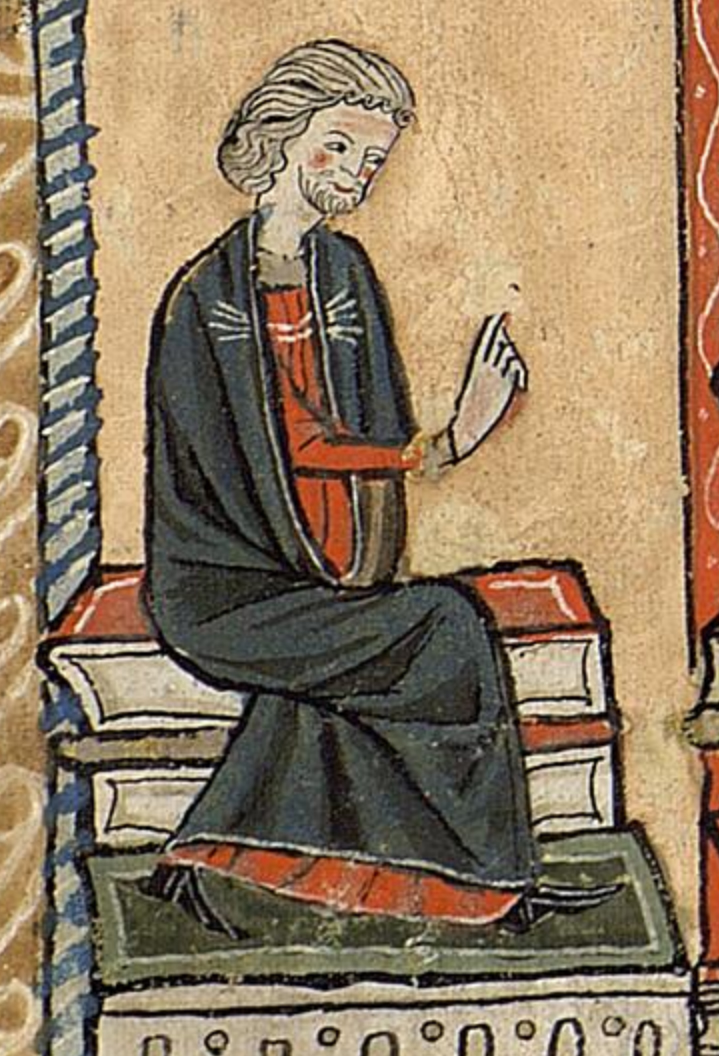
Bermudo Peres de Trava numa iluminura medieval.

Falecida D. Teresa em 1130 e, desta forma, removida naturalmente a oposição a D. Afonso Henriques quanto ao governo do condado, estabeleceram-se tréguas e em 1131 Fernão Peres de Trava encontrava-se em Portugal, para assistir ao funeral da sua amante na Sé de Braga, aparentemente de boas relações com D. Afonso. Na presença do bispo do Porto Paio Mendes, seu antigo rival, o conde de Celanova, o arcediago Telo e alguns outros nobres e clérigos doou inclusive à Sé de Coimbra uma propriedade em São Pedro do Sul, que antes lhe fora entregue por D. Teresa e delimitada por D. Afonso Henriques.
Sucedia que Fernão Peres era irmão do senhor de Viseu e de Seia, Bermudo Peres de Trava, este casado com uma irmã de D. Afonso Henriques desde os tempos de D. Teresa. Do castelo de Seia, na Serra da Estrela, decidiu ajudar o seu irmão contra o jovem príncipe. Procurou o duque instigar uma rebelião entre nobres desafectos com D. Afonso mas reagiu este rapidamente e dirigiu-se com a sua hoste a Seia, de lá expulsando tanto Bermudo como Fernão Peres de Trava do território. Recolheram-se os dois ao serviço de Afonso VII de Leão e combateriam mais tarde contra D. Afonso Henriques. Não obstante, ainda em Outubro de 1131, Bermudo Peres veio à Corte de D. Afonso Henriques, o que mostra que as relações entre os dois não terão sido tão afectadas pelo caso quanto possa parecer.

### Segunda campanha da Galiza, 1132
Novas campanhas na Galiza dão-se entre 1132 e 1135. Ao penetrar no território pela região setentrional de Limia, foi D. Afonso Henriques desbaratado pelas hostes de Rodrigo Velaz e Fernão Peres de Trava, sendo obrigado a regressar a Portugal. 
Entretanto, quando D. Afonso VII se preparava para castigar o seu primo, estalou nos seus domínios uma revolta liderada pelo conde Gonçalo de Pelaiz, que foi, no entanto derrotado e encerrado no castelo de Aguiar. De lá fugiu e refugiou-se em Portugal, tendo sido bem acolhido por D. Afonso Henriques, que lhe entregou várias terras.

### Terceira campanha da Galiza, 1133

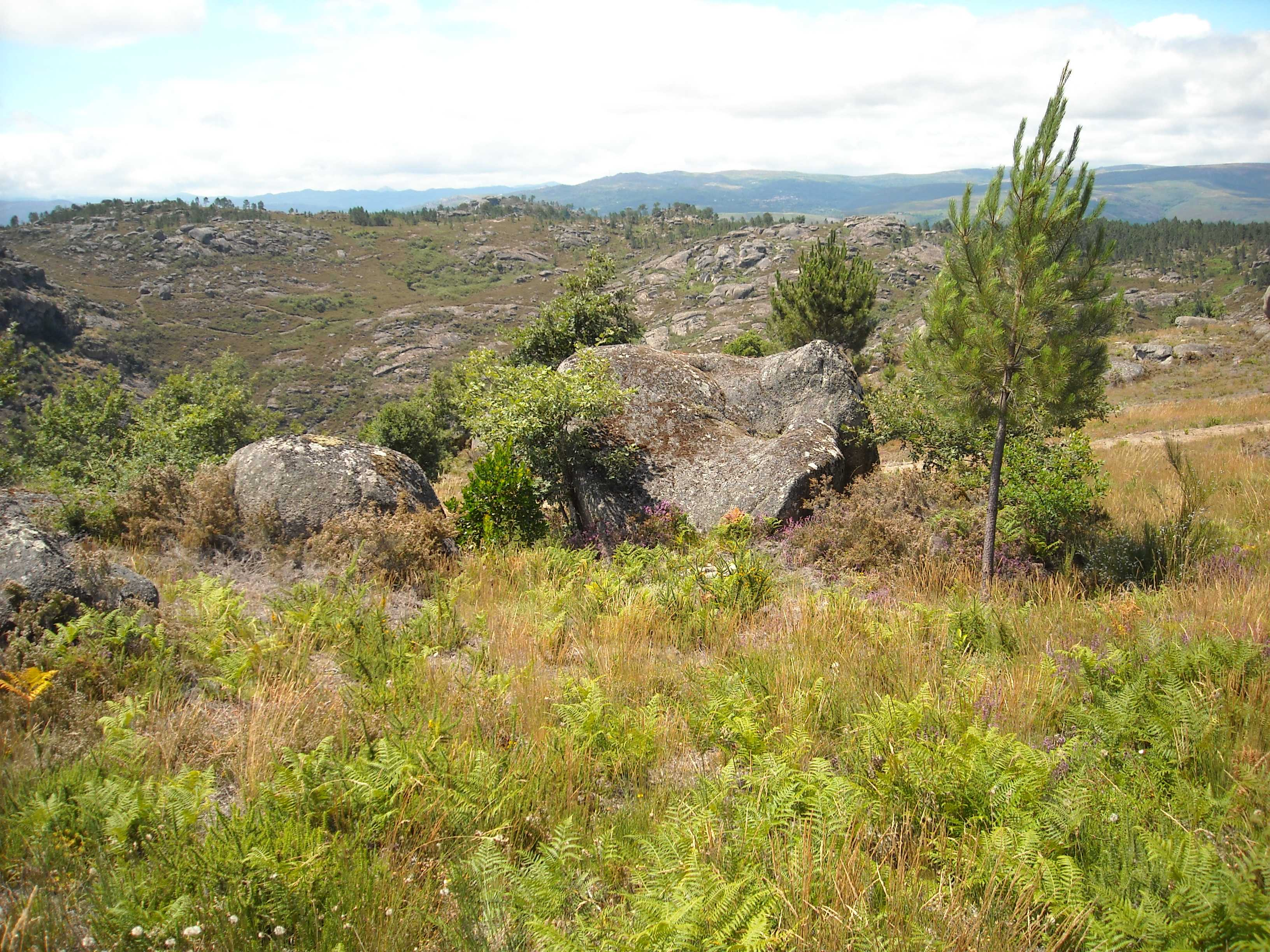
Região da Baixa Limia, na Galiza.

Não desistiu D. Afonso Henriques dos seus intentos relativamente à Galiza: em 1133 atravessou novamente o rio Minho e apoderou-se da região de Límia, em cujos castelos colocou novos alcaides e construiu também ali um castelo novo, em Celmes ou Celme, que deixou bem guarnecido com homens e mantimentos, regressando depois a Portugal. Foi o castelo, porém, rapidamente atacado por D. Afonso VII e tomado, antes que lhe pudessem chegar reforços de Portugal, sendo os seus ocupantes aprisionados, perdendo-se assim a região de Limia. "Intolerabilis tristitia" recaiu sobre a Corte portuguesa, segundo refere a Crónica de Afonso VII.
Retirou-se então Afonso VII de Límia para tratar de questões políticas importantes: havia falecido o rei Afonso I de Aragão e, a 4 de Julho de 1135, D. Afonso VII assumiu em Cortes reunidas em Leão o elevado título de Imperador de Espanha. Contou a cerimónia com homenagens da parte do novo rei de Aragão D. Ramiro II, do rei da Navarra D. Garcia IV, do conde Raimundo Berengário IV de Barcelona, do conde de Tolosa Alfonso Jordan, do conde de Montpellier Guilherme, e emires mouros, tal como o ex-príncipe de Saragoça Abdu al-Malik, mas não de D. Afonso Henriques, audaz omissão que revelava o seu repúdio pela autoridade do primo. Antes preferiu dirigiu-se ao sul para fundar, em Dezembro daquele ano, o castelo de Leiria, guarda avançada de Coimbra, cujo termo era suposto ajudar a proteger de ataques muçulmanos vindos de Santarém, bem como ameaçar o território muçulmano. Ficou como alcaide Paio Guterres, conhecido pelo seu valor guerreiro.

### Aliança com Navarra. Quarta campanha da Galiza, 1137

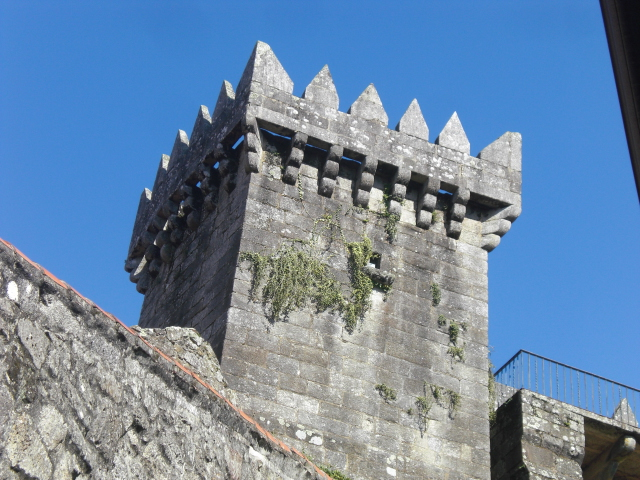
Torre em Tui

Os anos entre o desaire de Celmes foram ocupados por D. Afonso Henriques a repor as suas forças, a doar terras, a conceder forais, a restaurar igrejas e mosteiros e administrando justiça. Em 1136 Afonso Henriques não renovou as investidas contra Leão mas dirigiu-se novamente ao sul e conquistou Abdegas, actual Ourém, para reforçar a fronteira. Também deu guarida a nobres leoneses descontentes com Afonso VII, como Gonçalo de Pelaiz.
Em 1137, faleceu o rei de Navarra e sucedeu-lhe no trono D. Garcia IV, que se recusou a prestar vassalagem ao Imperador e por isso estalou a guerra entre os dois. D. Afonso Henriques aproveitou a ocasião para firmar uma aliança com D. Garcia e novamente invadiu a Galiza. Ao embrenhar-se na Galiza, à sua hoste juntavam-se numerosos nobres galegos afectos a Portugal. O conde de Tui e de Toronho Gomes Nunes de Pombeiro e o conde de Límia Rodrigo Peres Veloso eram parciais a D. Afonso Henriques e colocaram-se do seu lado mas o alcaide de Alhariz Fernando Anes defendeu o seu castelo energicamente.
Regressa brevemente Afonso Henriques a Portugal para reforçar a sua hoste e depois, pondo-se a caminho do rio Sil, confrontaram-no o conde de Sárria Rodrigo Velaz e Fernão Peres de Trava com as suas hostes mas foram ambos desbaratados na Batalha de Cerneja.
A Galiza encontrava-se à mercê das armas portuguesas mas, antes que D. Afonso Henrique pudesse explorar a sua vitória, chegaram-lhe do sul notícias alarmantes: ameaçados pelos ataques de Paio Guterres, os muçulmanos, comandados por "Esmar", preparavam-se para atacar Leiria em força. Retirou-se D. Afonso Henriques da Galiza mas não chegou a tempo de evitar que o castelo de Leiria fosse destruído e mortos mais de 250 homens, entre peões e cavaleiros. Da matança escapou o alcaide de Leiria Paio Guterres. Uma força portuguesa foi ainda desbaratada na margens do Rio Nabão.
Entretanto, informado da derrota dos seus vassalos em Cerneja e negociada a paz com o rei de Navarra, o Imperador rapidamente se dirigiu para a Galiza em pessoa com uma pequena hoste e reconquistou Toronho, Límia e Tui, cidade que ocupou sem combate. Depois, convocou os nobres galegos e o arcebispo de Santiago de Compostela para que reunissem as suas mesnadas e se juntassem a ele para uma grande expedição punitiva contra Portugal. A nobreza galega, porém, mostrava-se remissa em apoiar o Imperador.
Fortemente ameaçado tanto a sul como a norte, dirigiu-se então D. Afonso Henriques a Tui acompanhado pelo arcebispo de Braga e o bispo do Porto a propor a paz ao seu primo, este acompanhado pelos bispos de Segóvia, Tui e Orense, que a aceitou.

## O Tratado de Tui
Os cinco prelados elaboraram os termos da paz e 4 de Julho D. Afonso Henriques assina-as em Tui, na presença de 150 dos seus melhores cavaleiros. O Tratado de Tui exigia a D. Afonso Henriques amizade e respeito mas meramente sugeria indirectamente a sua subordinação a Afonso VII sem a exigir expressamente.
Afonso VII espoliou o conde de Límia Rodrigo Peres Veloso e o conde de Toronho Gomes Nunes, por terem apoiado D. Afonso Henriques. Rodrigo Peres Veloso foi mais tarde perdoado e Gomes Nunes exilou-se além-Pirenéus, tornando-se monge cluniacense.
Não obstante, o domínio Almorávida na península Ibérica começava a esmorecer devido à revolta Almóada em África, para a qual eram desviados importantes contingentes de tropas. Assim que o Imperador renovou as hostilidades com os mouros, em Maio de 1139 D. Afonso Henriques convocou os seus vassalos para se reunirem a ele em Coimbra e, em Junho desse mesmo ano, partiu para uma campanha contra o sul, na qual se daria a célebre Batalha de Ourique.